# رودووتسی
رودووتسی (به صربی: Rudovci) یک منطقهٔ مسکونی در صربستان است که در لازارواتس واقع شده‌است. رودووتسی ۱٬۶۲۰ نفر جمعیت دارد.